# E.T.A. Hoffmann
Ernst Theodor Amadeus Hoffmann (Koningsbergen, 24 januari 1776 – Berlijn, 25 juni 1822) was een Duits auteur, componist, dirigent, jurist en tekenaar. Zijn laatste voornaam  luidde eigenlijk Wilhelm, maar uit bewondering voor Mozart veranderde hij deze in Amadeus. Hij was de jongste zoon van advocaat Christoph Ludwig Hoffmann (1736-1797) en diens nicht Lovisa Albertina Doerffer (1748-1796).
Van beroep was Hoffmann jurist, maar daarnaast was hij een hartstochtelijk muziekliefhebber, succesvol muziekrecensent en componist. In 1822 overleed hij door nerveuze uitputting en overmatig drankgebruik.
In Bamberg is sinds 1930 het museum E.T.A. Hoffmann-Haus aan hem gewijd.

## Vernieuwende vertelstructuur
Als schrijver bleek Hoffmann meeslepend, origineel en geniaal te zijn, zoals blijkt uit zijn in 1809 geschreven Ritter Gluck, over de bekende componist; Die Elixiere des Teufels uit 1816, over fatalisme en onmacht. Daarna komen de Nachtstücke, de Phantasiestücke en Die Serapionsbrüder uit, allemaal geschreven tussen 1817 en 1821. 
Hoffmanns verhalen zijn geschreven in een uiterst jachtige, pathetische stijl die de lezer geen enkele rust gunt. Veelvuldig maakt hij gebruik van
- vooruitwijzingen
- sprongen in de tijd
- commentaar op de handeling
- perspectiefwisselingen

Met deze vertelstijl is hij in volle 19de eeuw al een uitgesproken modernist, dit samen met zijn geestverwanten  Heinrich Heine en wellicht nog meer  Heinrich von Kleist.

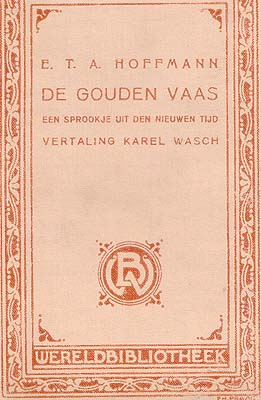
Vertaling van Der goldne Topf, een vroege uitgave van de Wereldbibliotheek (1915)

## Invloed binnen het Nederlands taalgebied
Deze levendigste onder de Duitse prozameesters van de negentiende eeuw werd vertaald door o.a. Simon Vestdijk, die ons niet geheel toevallig ook een volledige vertaling bezorgde van een andere Hoffmann-adept: Edgar Allan Poe. Ook Louis Couperus en Gerard Reve behoorden tot de gretigste lezers van Hoffmanns vertellingen.

## Invloed buiten het Nederlands taalgebied
Hoffmanns oeuvre bevat hallucinatie, humor, het bovennatuurlijke en duivelse. Hij heeft hiermee schrijvers als Dostojevski, Dickens, Poe, Baudelaire en Emily Brontë beïnvloed. Ook inspireerde hij de componisten Robert Schumann (Kreisleriana), Offenbach (Les contes d'Hoffmann), Wagner, Delibes (Coppélia) en Tsjaikovski (De Notenkraker).
- Bibsys: 90058839
- Biblioteca Nacional de Chile: 000038450
- Biblioteca Nacional de España: XX858159
- Bibliothèque nationale de France: cb11907623v (data)
- Catàleg d'autoritats de noms i títols de Catalunya: 981058519971306706
- CiNii: DA00347507
- Digitale Bibliotheek voor de Nederlandse Letteren: hoff011
- Gemeinsame Normdatei: 118552465
- International Standard Name Identifier: 0000 0001 2125 8025
- Library of Congress Control Number: n80075856
- Nationale Bibliotheek van Letland: 000014449
- MusicBrainz: 996d3e0e-0aea-47c8-9900-741cd8220d72
- Bibliotheek van het Japanse parlement: 00443537
- Nationale Bibliotheek van Tsjechië: jn19981001466
- Nationale bibliotheek van Australië: 41303984
- Nationale Bibliotheek van Israël: 987007262722305171
- Nationale Bibliotheek van Polen: a0000001645818
- Nationale en Universitaire bibliotheek Zagreb: 000003467
- Nederlandse Thesaurus van Auteursnamen: 068378769
- RKD-Nederlands Instituut voor Kunstgeschiedenis: 220959
- Russische Staatsbibliotheek: 000083174
- Istituto Centrale per il Catalogo Unico: CFIV000172
- LIBRIS: 217377
- SNAC: w6bv7jcr
- Système universitaire de documentation: 02732494X
- Trove: 862129
- Union List of Artist Names: 500032176
- Virtual International Authority File: 29535422
- WorldCat: E39PBJmdx7DC89MVVqQ7MH7yh3